# Gouvernement Nitti II
Royaume d'Italie
Nitti I Giolitti V
Le gouvernement Nitti II (Governo Nitti II, en italien) est le gouvernement du royaume d'Italie entre le 21 mai 1920 et le 15 juin 1920, durant la XXVe législature.

## Historique

### Président du conseil des ministres
Francesco Saverio Nitti